# Mount Allen Young
Mount Allen Young ist ein markanter pyramidenförmiger Berg mit einer Höhe von 2755 m in der Holland Range im Transantarktischen Gebirge südlich des Fegley- und westlich des Lennox-King-Gletschers. 
Entdeckt wurde der Berg durch Teilnehmer der Nimrod-Expedition (1907–1909) unter der Leitung des britischen Polarforschers Ernest Shackleton. Er wurde nach dem Polarforscher Sir Allen Young (1827–1915) benannt, Kapitän der Fox bei Francis Leopold McClintocks Suchexpedition nach der verschollenen Franklin-Expedition und Leiter der erfolgreichen Suchexpedition nach Benjamin Leigh Smith im Jahr 1882.